# Heller & Farley
Heller & Farley was een Brits duo dat in de jaren negentig als dj's en producers actief was in de housescene. Pete Heller (1959) en Terry Farley (1958) werkten van 1990 tot 2000 intensief samen en maakten diverse remixes en producties. Daarbij waren ze ook actief onder de naam Fire Island. Beide stonden aan de basis van het label Boys Own.

## Geschiedenis
Pete Heller en Terry Farley waren late jaren tachtig in beide vaste dj's in de club Shoom in Londen. Farley werd geboren in Londen en begon als met soul, maar stapte gedurende de jaren tachtig over op housemuziek. Heller werd geboren in Brighton en raakte tijdens zijn studie aan de Universiteit van Manchester betrokken bij de opkomende housemuziek. Na zijn studie verhuisde hij naar Londen. Beide waren betrokken bij de oprichting van het label Boys Own met Steve Hall, Cymon Eckle en Andrew Weatherall. De naam van het label is afgeleid van een magazine dat Terry Farley samen met Weatherall had opgericht voor het Londense uitgaansleven. Op het label werkten ze in 1990 voor het eerst muzikaal samen in het kort bestaande groepje Bocca Juniors, waarin ook Andrew Wheatherall zat. Dit kwartet maakte de twee singles Raise (1990) en Substance. Het klikte goed tussen Pete en Terry en het duo begon remixes te maken onder het label Boys Own. Er verschenen diverse remixes van acts als A Man Called Adam, Sunscreem, Bananarama en Happy Mondays. Farley was in 1992 ook betrokken bij de oprichting van het sublabel Junior Boys Own. Gedurende de jaren negentig verschenen er diverse producties. Het project Fire Island (met Gary Wilkinson) was voor radiovriendelijke tracks en Roach Motel meer voor clubgericht werk. De discocover There But For The Grace Of God (1993) en If You Should Need A Friend (1995) van Fire Island verschenen op meerdere compilatie-cd's. Ze maakten een track voor het album Confide in me van Kylie Minogue. 
De grootste hit van het duo werd Ultra Flava (1996). Dat begon als een remix van het nummer How Long van Ultra Nate. In 1993 was het duo namelijk gevraagd om een remix hiervan te maken. Deze remix haalt echter niet de vinyluitgave vanwege ruimtegebrek. De twee lieten de mix zelf op vinyl persen om in hun dj-sets te gebruiken. In 1995 verschijnt het nummer op de ep From The Dat Vol. 1., waarop ook andere tracks met onuitgebracht materiaal staan. Ultra Flava, zoals het instrumentale nummer heet, wordt het voorjaar van 1996 een zelfstandige hit, die in Nederland in de tipparade terecht komt. Met hun reputatie als remixers werden ze geselecteerd om een remix te maken voor het remixalbum Blood on the Dance Floor: HIStory in the Mix (1997) van Michael Jackson. Als Fire Island maakten ze een remix van het nummer Money. Een jaar later bereikten ze de hitlijsten nogmaals met Shout It To The Top, waarop ze samenwerken met Loleatta Holloway. In 1999 maakte Heller toen Farley een aantal dagen weg was in de studio het nummer Big Love. Dit nummer werd een groot succes.
Het duo maakte voorts enkele mixalbums. Zo brachten ze in 1996 de dubbele mixcd Journeys By DJ Presents Musicmorphosis uit. Ze maakten ze voor de club Pacha op Ibiza het eerste deel van hun serie Perceptions Of Pacha (2000). Voor Ministry of Sound maakten ze een aflevering van de ingetogen serie Late Night Sessions. 
Na 2000 gingen Pete Heller en Terry Farley ieder hun eigen weg. Pete Heller bleef actief als dj en producer. Farley bleef actief als dj en producer, maar werd ook recensent voor Muzik Magazine en ging shows presenteren voor de BBC. Heller maakte in 2002 ook de radioversie van het nummer Shed My Skin van D*Note, dat uitgroeide tot een hit. Incidenteel werkten de twee nog weleens samen. In 2005 verscheen de single The Beat Is Mine van Roach Motel en in 2012 werkten ze als Heller & Farley samen op Spring Affair. Terry Farley bracht in 2013 een vijfdubbele verzamelaar uit onder de naam Acid Rain, met een grote hoeveelheid oude acid house. Verder schreef hij het boek Before Jack had a Groove over de opkomst van deze stijl in het Verenigd Koninkrijk.

## Discografie

### Singles
- Bocca Juniors - Raise (1990)
- Bocca Juniors - Substance / Substantially Soulful (1991)
- Fire Island ft. Ricardo Da Force - Fire Island (1992)
- Fire Island - In Your Bones / Wake Up (1992)
- Roach Motel - The Right Time / Movin' On (1993)
- Roach Motel - Transatlantic / Afro Sleeze (1993)
- Fire Island - There But For The Grace Of God (1993)
- Roach Motel - Happy Bizzness / Wild Luv (1994)
- Roach Motel - Work 2 Doo (1995)
- Fire Island ft. Mark Anthoni - If You Should Need A Friend (1995)
- The Heller & Farley project - From The Dat Vol. 1 (1995)
- The Heller & Farley project - Ultra Flava (1996)
- Roach Motel - The Night (1996)
- Roach Motel Present 2 Stupid Dogz - Trouble (1996)
- Fire Island - White Powder Dreams (1997)
- The Heller & Farley project - From The Dat Vol. 1 (1998)
- Fire Island ft. Loleatta Holloway - Shout To The Top (1998)
- Heller & Farley - The Rising Sun (1999)
- Heller & Farley - Deep Sensation (1999)
- Roach Motel ft. Peace Bisquit - The Beat Is Mine (Work That Body) (2005)
- Heller & Farley - Spring Affair (2012)

| Single met eventuele hitnotering(en) in de Nederlandse Top 40 | Datum van verschijnen | Datum van binnenkomst | Hoogste positie | Aantal weken | Opmerkingen |
| ------------------------------------------------------------- | --------------------- | --------------------- | --------------- | ------------ | ----------- |
| Ultra Flava                                                   |                       | 27-04-1996            | tip13           | -            |             |